# Діп Спрінгс Інтернешенл
Deep Springs International (DSI) — некомерційна корпорація в Америці зі штаб-квартирою в Леогані, Гаїті, яка підтримує заснування та розширення соціальних підприємств Gadyen Dlo. Підприємства виробляються та поширюються на Гаїті з 2002 року, оригінально підтримується Університетом Еморі і Центрами контролю захворювань США. 
Gadyen Dlo (на гаїтянському креольському означає «охоронець води») — це 0,7%-ний рідкий розчин гіпохлориту натрію, вироблений гаїтянцями, який використовується для хлорування питної води в «точці використання». Gadyen Dlo виробляється на чотирьох заводах по всій Гаїті (західний, північно-західний, північний та південний департаменти). Gadyen Dlo розповсюджується серед домогосподарств у багаторазових пляшках, бажано разом із безпечними контейнерами для зберігання води (пластикові відра 5 галонів з кранами, кришками та інструкціями з малюнками та креольською мовою).
Кілька досліджень Массачусетського технологічного інституту та Університету Еморі постійно показують, що 65-85% домогосподарств мали позитивний залишок хлору під час неоголошеного візиту. Оцінка 2007 року показала, що 76% тестів, проведених техніками, показали позитивний залишковий вміст хлору, і не було значного зниження правильного використання після більш ніж трьох років після входу сімей до програми. Незалежна оцінка в 2010 році серед 706 дітей віком до 5 років задокументувала зниження захворюваності на діарейні захворювання на 51%.

## Побутове розподілення
Станом на листопад 2010 року програма розповсюдження домашнього господарства Gadyen Dlo охоплює майже 40 000 домогосподарств і приблизно 20 408 дітей віком до 5 років, які постійно надають Gadyen Dlo. Ці домогосподарства розташовані переважно в сільській місцевості у восьми з десяти департаментів Гаїті. Є чотири об’єкти виробництва хлору, п’ятнадцять окремих проектних майданчиків і загалом 230 дистриб’юторів на всіх цих ділянках. Gadyen Dlo працює з різними моделями, в яких дистриб’ютори отримують винагороду через структури, починаючи від штатних працівників і закінчуючи неповними працівниками, які надають інші медичні послуги в громаді, і постачальниками, які просто перепродують продукцію з націнкою. Ці програми підтримуються міжнародними організаціями, церквами, приватними особами та корпоративними донорами.

## Оптова дистрибуція
Тільки в 2010 році Оптова програма поставила 13 669 л (3 611 галонів) Gadyen Dlo для обробки 48 505 526 л (12 813 805 галонів) води. Ці поставки були здійснені та розподілені партнерами, включаючи DINEPA ( Міністерство водних ресурсів та санітарії Гаїті ), ЮНІСЕФ, Місію ООН зі стабілізації на Гаїті ( МООНСГ ) та Samaritan's Purse . Крім того, цим партнерам було доставлено 4 541 безпечний контейнер для зберігання води, який обслуговуватиме 20 889 гаїтян. Ці розповсюдження зазвичай супроводжуються навчальним заняттям для співробітників і дистриб’юторів партнерської організації з питань пропаганди гігієни, методів розповсюдження та ефективного використання Gadyen Dlo.

## Диспенсери
У партнерстві з Innovations for Poverty Action та Гарвардським університетом DSI реалізує пілотний проект з розпилювачів хлору в комуні Гран-Гоав на Гаїті, який роздає Gadyen Dlo «з самого джерела».

## Натисніть
Окрім того, що вони були лауреатами премії Templeton Freedom Awards 2008 за соціальне підприємництво, DSI та Gadyen Dlo нещодавно були відзначені в таких ЗМІ:
- Надання безпечної води на Гаїті, доступ до громадського радіо,[2][3]
- The GeDUNK (журнал випускників Коледжу Гроув-Сіті) [4]
- The Pittsburgh Tribune-Review [5] [6]
- Університет Еморі (журнал випускників) [7]
- Журнал Essence [8]
- ЮНІСЕФ та UNICEF TV[9] [10]
- Georgia Tech (журнал випускників) [11]
- Yahoo! Пов'язаний вміст
- Pittsburgh Post Gazette [12] [13] [14]
- Pittsburgh Business Times [15]

## Партнери
Окрім роботи з багатьма індивідуальними донорами, DSI впроваджує програми Gadyen Dlo з міжнародними організаціями (зокрема ЮНІСЕФ, Карітас, Іспанський Червоний Хрест, Американський Червоний Хрест, Save the Children, Samaritan's Purse, Tearfund, Population Services International, Catholic Relief Services та Innovations for Poverty Action ), декілька релігійних організацій (включаючи CINCH (Церкви Центральної Індіани для Гаїті)) та навчальні заклади США (включаючи Школу громадського здоров’я Роллінза Університету Еморі, Університет Маямі / Проект Medishare та Університет Каліфорнії в Берклі). Корпоративними партнерами DSI були Nokia, Digicel, LANXESS, NOVA Chemicals і PPG Industries.